# Крисіна Горпина Кіндратівна
Горпи́на (Агрипи́на) Кіндра́тівна Кри́сіна (1899 , Недогарки, Кременчуцький повіт, Полтавська губернія, Російська імперія  — 29 липня 1944 , Київ, Київська область, Українська РСР, СРСР ) — український радянський діяч. Депутат, член постійної комісії законодавчих передбачень Верховної Ради УРСР 1-го скликання (1938–1944).

## Біографія
Народилася 1899 року в багатодітній родині селянина-бідняка Кіндрата Крисіна в селі Недогарки, тепер Кременчуцький район, Полтавська область, Україна. У 1910 році закінчила церковноприходську школу. З 1910 по 1918 рік наймитувала в заможних селян і на поміщицькій економії Кондрацького.
У 1920 році закінчила курси Харківської партійної школи. Потім працювала інструктором відділу по роботі серед жінок (жінвідділу) Олександрійського повітового комітету КП(б)У.
У 1921–1922 роках — завідувач жінвідділу Чигиринського повітового комітету КП(б)У.
З 1922 року працювала вихователем будинку безпритульних на станції Галещина Полтавської губернії.
Член ВКП(б) з 1926 року.
З 1928 року — вихователь будинку безпритульних у місті Кременчуці.
У 1931 році закінчила п'ятимісячні курси при ЦК КП(б)У.
У 1931–1937 роках — інспектор політосвіти, голова спілки робітників освіти (Робос) Хорлівського району, завідувач парткабінету, інструктор-масовик, секретар редакції, заступник редактора і редактор Хорлівської районної газети.
З грудня 1937 року — виконувач обов'язків голови, голова Хорлівської районної ради депутатів трудящих Миколаївської області.
26 червня 1938 року обрана депутатом Верховної Ради УРСР 1-го скликання по Чаплинській виборчій окрузі № 138 Миколаївської області. Член постійної комісії законодавчих передбачень Верховної Ради УРСР.
Померла 29 липня 1944 року в Києві.